# Aikton
Aikton är en by och en civil parish i Cumbria i England. Orten har 480 invånare (2001). Den har en kyrka.